# Aliatypus gulosus
Aliatypus gulosus är en spindelart som beskrevs av Coyle 1974. Aliatypus gulosus ingår i släktet Aliatypus och familjen Antrodiaetidae. Inga underarter finns listade i Catalogue of Life.